# Кешля (посёлок)
Кешля (азерб. Keşlə) — посёлок городского типа в Низаминском районе Баку.

## История
Некоторые считают, что название происходит от тюркского слова кишлак.
Одним из старейших сооружений посёлка является мечеть Шаха Аббаса, предположительно построенная в XVII веке. Статус посёлка был присвоен в советский период, а с 1991 года населённый пункт является посёлком городского типа.
Неподалёку от посёлка находится грузовая железнодорожная станция Кишлы. Часть домов посёлка плотно прилегает к железнодорожным путям. Местные жители называют эту территорию Шанхаем. Наибольшее расстояние от железной дороги до домов составляет 3 метра. Эти дома были построены людьми приезжавшими из деревень в Баку для заработка. На данном участке железной дороги не раз случались трагические случаи. С 2017 года ЗАО «Азербайджанские железные дороги» начало снос этих домов.
Уроженцем Кешли является: Ибрагимли, Юсиф-бей (1883, Кешля — май 1920) ― азербайджанский политик, секретарь ЦК партии «Мусават».